# Kasiyan (Puger)
Kasiyan is een bestuurslaag in het regentschap Jember van de provincie Oost-Java, Indonesië. Kasiyan telt 7747 inwoners (volkstelling 2010).